# Хадзидакис, Костис
Константинос (Костис) Хадзидакис (греч. Κωνσταντίνος (Κωστής) Χατζηδάκης; род. 20 апреля 1965, Ретимнон, Крит) — греческий политик, член Европейского парламента в 1994–2007 годах, министр в различных министерствах, депутат Парламента Греции.

## Биография
Изучал право в Афинском национальном университете имени Каподистрии, затем получил образование в Кентском университете. Являлся генеральным секретарём молодёжной организации «Новой демократии».
В 1994, 1999 и 2004 годах избирался в Европейский парламент от партии «Новая демократия». Принадлежал к фракции Европейской народной партии. С 1999 по 2002 год возглавлял комиссию по региональной политике, транспорту и туризму.
В 2007 году избран членом Парламента Греции и, как следствие, покинул Европейский парламент. В сентябре того же года стал министром транспорта и коммуникаций в правительстве Костаса Караманлиса. В январе 2009 года перешёл на должность министра развития, которую занимал до октября того же года. Также в 2009 году был переизбран на парламентских выборах. В декабре 2010 года во время беспорядков во время экономического кризиса был избит демонстрантами при выходе из парламента. В июне 2012 года занял должность министра развития, конкурентоспособности, инфраструктуры, транспорта и сетей в правительстве Антониса Самараса, проработав в должности министра (с изменённым кругом обязанностей) до конца срока полномочий правительства в 2015 году. Был переизбран в национальный парламент на обоих выборах в 2012 году и на обоих выборах в 2015 году.
В январе 2016 года стал вице-президентом «Новой демократии». В 2019 году он также сохранил свой депутатский мандат. В июле того же года вернулся в греческое правительство — Кириакос Мицотакис назначил его министром окружающей среды и энергетики. В январе 2021 года получил пост министра труда и социальных вопросов. Эту должность занимал до мая 2023 года, также на майских выборах того же года вновь избран в парламент Греции (переизбран на новых выборах в следующем месяце).
В июне 2023 года во втором правительстве Кириакоса Мицотакиса занял пост министра национальной экономики и финансов.
В 2014 году награждён Командорским крестом со звездой ордена Заслуг перед Республикой Польша.